# Pentti Eskola (Geologe)
Pentti Eskola (Pentti Eelis Eskola; * 8. Januar 1883 in Lellainen, Honkilahti, Provinz Turku-Pori; † 6. Dezember 1964 in Helsinki ) war ein finnischer Mineraloge und Geologe. Als studierter Chemiker wandte er die Grundlagen dieser Wissenschaft auf die kristallinen Gesteine an, um das Verständnis für ihre Entstehung voranzutreiben. Das wichtigste Ergebnis seiner Forschung war das Konzept der metamorphen Fazies, einer wichtigen Idee zum Verständnis der Gesteine der Erdkruste.

## Leben
Eskola, ein Bauernsohn, studierte Chemie an der Universität Helsinki, wurde 1915 an der Albert-Ludwigs-Universität Freiburg promoviert und spezialisierte sich danach auf dem Gebiet der Petrologie. Er beschäftigte sich mit metamorphen Gesteinen – vor allem im Grundgebirge Skandinaviens und Englands – und schlug 1914 vor, Metamorphoseereignisse mittels charakteristischer Minerale zu korrelieren. Den Begriff der metamorphen Fazies führte er in dieser Zeit ein, in Anlehnung an den Fazies-Begriff des Schweizer Geologen Amanz Gressly, der sich jedoch nur auf die Merkmale von Sedimentgesteinen bezog. Zuvor hatte Eskola 1919 ein Jahr in Oslo bei Victor Moritz Goldschmidt geforscht.
Er ging 1921 für zwei Jahre nach Washington, D.C., um dort am Geophysikalischen Labor der Carnegie Institution zu arbeiten, unter anderem über Gesteine am Nordufer des Lake Huron. Außerdem arbeitete er 1922 für den Geological Survey of Canada. 1916 wurde er Dozent an der Universität Helsinki und war von 1924 bis 1953 Professor für Geologie und Mineralogie. 1926 wurde er Direktor des Instituts für Geologie der Universität Helsinki. Im Jahr 1940 wurde er zum Mitglied der Leopoldina gewählt.

## Ehrungen und Preise
- 1948 Korrespondierendes Mitglied der Heidelberger Akademie der Wissenschaften[7]
- 1948 Assoziiertes Mitglied der Académie royale des Sciences, des Lettres et des Beaux-Arts de Belgique[8]
- 1951 Mitglied der National Academy of Sciences
- 1951 Penrose-Medaille der Geological Society of America
- 1958 Wollaston-Medaille der Geological Society of London
- 1962 Leopold-von-Buch-Plakette
- 1964 Vetlesen-Preis des Lamont-Doherty Earth Observatory
- Das Mineral Eskolait wurde nach ihm benannt.[9] Gleiches gilt für den Eskola Cirque, einen Bergkessel im ostantarktischen Coatsland.

## Werke
- 1914: On the Petrology of the Orijärvi Region in Southwestern Finland. In: Bull. Comm. geol. Finlande. Band 40
- 1920: The mineral facies of rocks. In: Norsk Geol. Tidsskr. Band 6, S. 143–194
- 1921: On the Eclogites of Norway.
- 1939: Die Entstehung der Gesteine. Nachdruck 1970 (mit Thomas F. W. Barth und mit Carl Wilhelm Correns)
- 1946: Kristalle und Gesteine. Ein Lehrbuch der Kristallkunde und allgemeinen Mineralogie. Springer, Wien
- 1948 The problem of mantled gneiss domes. In: Quarterly Journal of the Geological Society. Band 104, Nr. 1–4, S. 461–476